# Christian Julius Wackerhagen
Christian Julius Wackerhagen (* 6. August 1667 in Michaelstein bei Blankenburg (Harz); † vor 1748 in Goslar) war Amtmann und Oberfaktor in Braunlage. Traurige Bekanntheit erlangte er durch den Prozess der vier Oberfaktoren gegen Herzog Ludwig Rudolph ab 1725.

## Herkunft, Familie und Berufsstand
Wackerhagen entstammte einer Familie von Beamten und Pastoren, die dem allmählich entstehenden Bildungsbürgertum zuzurechnen ist. Bereits sein Urgroßvater Wilhelm Wackerhagen war braunschweigisch-lüneburgischer Oberamtmann in Wolfenbüttel, der Großvater Julius Wilhelm Wackerhagen (1575–1662) Pastor und Vikar des Stifts St. Blasii in Braunschweig. Von dessen Söhnen wurde der erste Pastor in Dransfeld und Einbeck (Johann Wilhelm Wackerhagen, 1619–1660), der zweite lebte in Blankenburg (Julius Adolf Wackerhagen, 1622–1686). Der dritte Sohn Georg Friedrich Wackerhagen (1632–1712), Christian Julius’ Vater, war Oberamtmann in Michaelstein bei Blankenburg und Faktor in Sorge. Er war seit 1665 verheiratet mit Anna Katharina geb. Walther (1647–1716), Tochter von Christian Walther (1625–1685), Eisenfaktor in Braunlage.
Christian Julius Wackerhagen war der Erstgeborene aus dieser Verbindung und wurde am 4. September 1667 in Michaelstein getauft. Über seine Kindheit und Jugend sowie seinen Bildungsgang ist nichts bekannt.
1694 heiratete er in Goslar Dorothea Margarethe von Wehnde (geb. 2. Dezember 1664 ebd., gest. April 1720 in Braunlage). Ihr bereits 1687 verstorbener Vater Georg Caspar von Wehnde war dort Domherr und Syndicus des Stifts Simonis et Judae gewesen. Für Dorothea war es die zweite Ehe, nachdem ihr erster Ehemann Johann Friedrich Walther (1659–1692), Oberfaktor und Pächter der Braunlager Hüttenwerke, verstorben war und sie mit (mindestens) drei Kindern im Alter von fünf, drei und einem Jahr zurückgelassen hatte. Der verstorbene Walther war ein jüngerer Bruder der Mutter Wackerhagens gewesen, der also die Witwe seines Onkels heiratete.

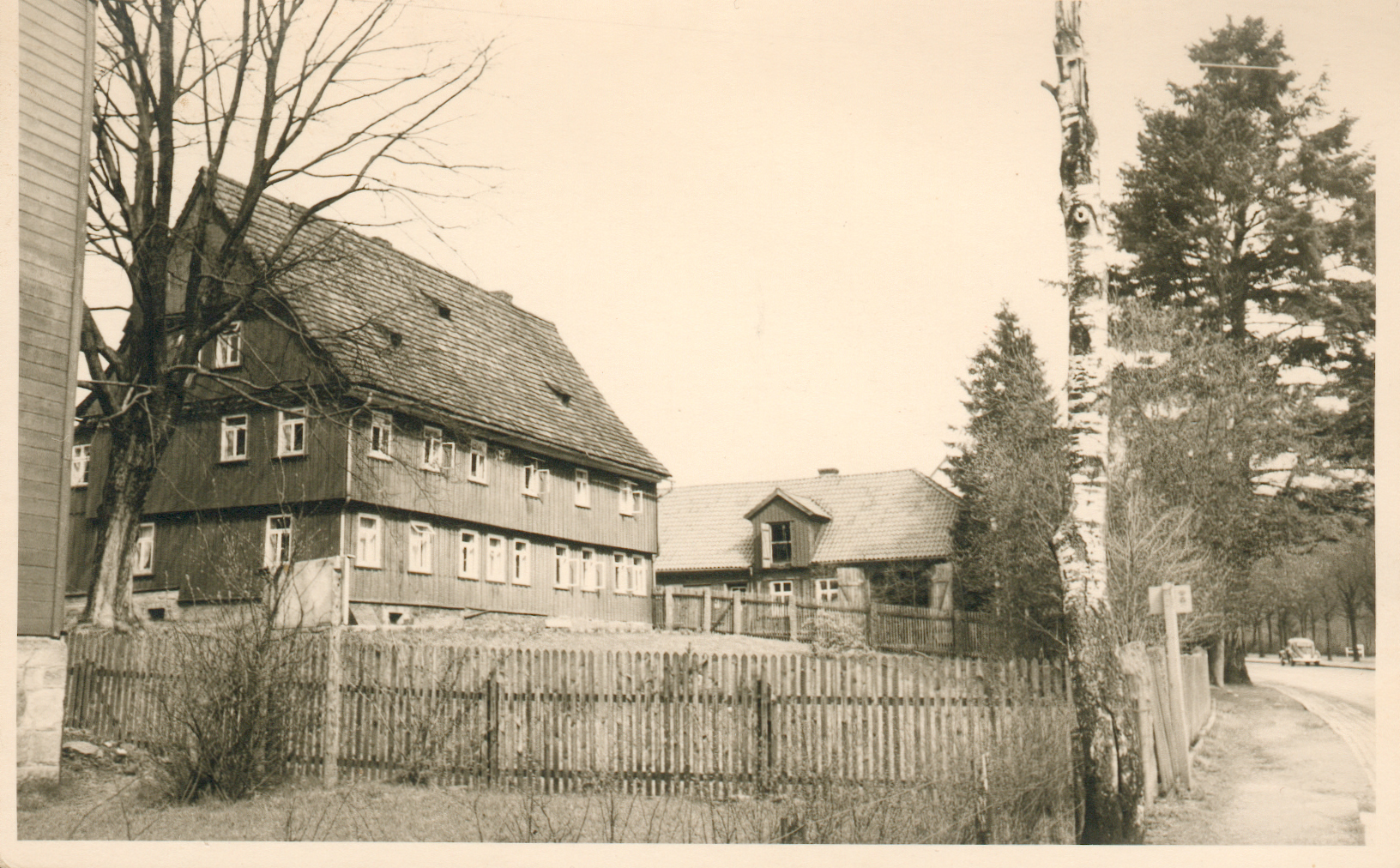
Die Faktorei befand sich im späteren Forsthaus in Braunlage

Zugleich mit der Verantwortung für seine knapp sieben Jahre ältere Frau und deren Kinder fiel ihm die berufliche Nachfolge des Verstorbenen zu, indem er nun seinerseits Oberfaktor und Hüttenpächter in Braunlage wurde und für viele Jahre blieb. Braunlage und die angepachtete Eisenhütte lagen im Gebiet der Grafschaft Blankenburg, die 1707 zum Reichsfürstentum erhoben wurde. Als Verpächter fungierte seit 1717 Herzog Ludwig Rudolph als amtierender Fürst von Blankenburg. Im Rahmen der Pachtverträge hatte der Hüttenpächter gegen Zahlung der im Voraus festgelegten Pacht das Recht, die geförderten und ihm gelieferten „Eisensteine“ zu verhütten und das gewonnene Eisen frei zu verkaufen, im Inland allerdings nur zu vertraglich festgelegten Preisen. Festgelegte Mengen der dafür benötigten (Holz-)Kohle hatte der fürstliche Verpächter zu liefern.
Dass Wackerhagen in einem gewissen Wohlstand lebte, ist an dem Epitaph zu ersehen, welches er und seine Frau für ihre jung verstorbene erste Tochter Johanna Catharina (1695–1707) in der Bartholomäuskirche in Blankenburg errichten ließen.
1714 wurde er Amtmann in Braunlage.

## Verwandtschaftliche und vertragliche Beziehungen der 4 Oberfaktoren
Der Pachtvertrag von 1717 hatte eine sechsjährige Laufzeit bis 1723. Bereits im Jahr 1719 wandte sich der Fürst an Wackerhagen und drei seiner Kollegen mit dem Ansinnen, sie sollten ihm ein verzinsliches Darlehen über den hohen Betrag von 100.000 Talern gewähren. Im Gegenzug sollten sich deren Pachtverträge im Anschluss an die vereinbarte Laufzeit um weitere zehn Jahre verlängern.

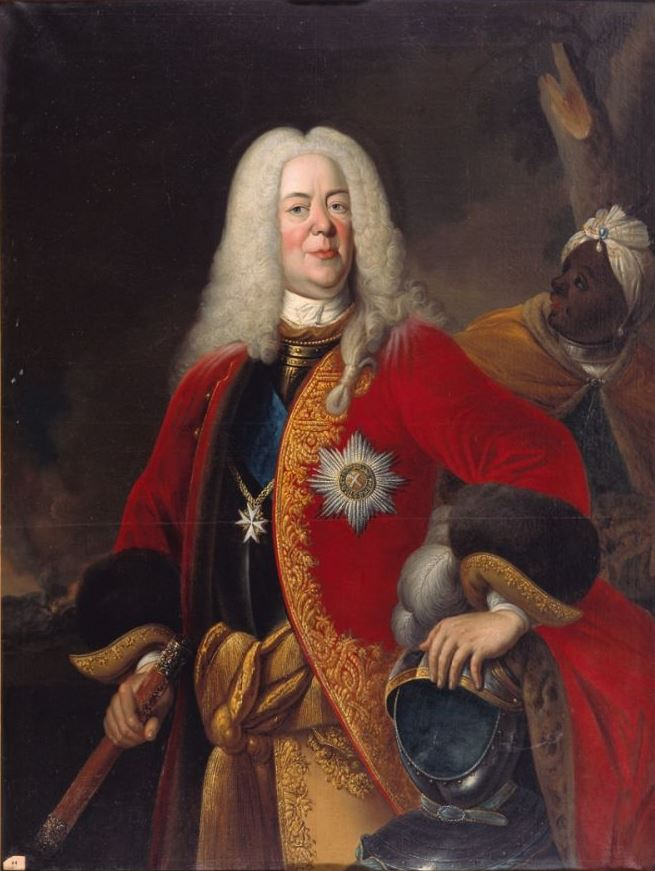
Herzog Ludwig Rudolf von Braunschweig-Wolfenbüttel (Bildnis von Johann Conrad Eichler)

Die drei Kollegen, die sich gemeinsam mit Wackerhagen auf den Vertrag einließen und dem Herzog das Darlehen gewährten, waren
- Christian Walther (1680–1728), Amtmann zu Benneckenstein, ab 1711 Oberfaktor und Hüttenpächter in Tanne,
- dessen Bruder Johann Heinrich Walther, ab 1718 Oberfaktor und Hüttenpächter in Rübeland, sowie
- Johann Heinrich Grofe (geb. ca. 1674), ab 1711 Oberfaktor und Hüttenpächter zu Altenbrak und Neuenwerck bei Blankenburg.

Alle vier standen miteinander in komplexen verwandtschaftlichen Beziehungen: Der Vater der Waltherbrüder, Gabriel Bernhard Walther (1652–1728), der als Vorgänger seiner Söhne bereits Hüttenpächter gewesen war, war ein weiterer Bruder von Wackerhagens Mutter, die Kollegen waren also zugleich seine Vettern. Grofe wiederum war mit der Cousine Anna Dorothea Walther (geb. 1689) seiner Kollegen verheiratet, die eine Stieftochter Wackerhagens aus der ersten Ehe seiner Frau war. Seine vermutlichen Schwestern Christine Elisabeth und Anna Eleonora Grofe (1672–1746?) waren wiederum jeweils mit einem Wackerhagen (dem Bruder Justus Andreas, geb. 1669, bzw. dem Vetter Johann Friedrich Wackerhagen, 1658–1717) verheiratet; die Tochter Anna Eleonore Wackerhagen (1688–1751) des letztgenannten heiratete 1705 Christian Walther.
Wackerhagen selbst heiratete nach dem Tod seiner ersten Frau 1721 die Witwe Barbara Sophia geb. Windheim (geb. 1658) des Onkels Gabriel Bernhard Walther, wodurch er zum Stiefvater seiner Vettern wurde.
Die „Vetternwirtschaft“ entsprach zeitüblichem Brauch. Sie war dem Landesherrn weder unbekannt noch unerwünscht und spielte auch bei dem folgenden Prozess keine Rolle. Die vier Oberfaktoren konnten gemeinsam den ihnen abverlangten hohen Darlehensbetrag beschaffen. Die Pachtverträge wurden verlängert, wobei die zu zahlende Pacht unangekündigt um etwa 50 % beträchtlich erhöht wurde.

## Untersuchung und Prozess
Noch im gleichen Jahr 1723 forderte der Fürst von Blankenburg die Pächter auf, in eine Untersuchung einzuwilligen. Hochöfen einer Württembergischen Bauart lieferten angeblich bessere Erträge, so dass deren mögliche Einführung vor Ort erwogen werden sollte. Zuvor wolle man die tatsächlich vorhandene Ertragskraft überprüfen. Die Oberfaktoren willigten in die Untersuchung ein und verpflichteten sich zur Mitarbeit, ebenso bei einer zweiten Kommission 1724, da man ihnen androhte, ihnen ansonsten die Pacht zu entziehen. Sie durften eines der Mitglieder der angeblich unparteiischen Kommission auswählen, wurden aber von der Teilnahme an den Untersuchung völlig ausgeschlossen, die schnell auf die privaten Bücher der Pächter und andere Bereiche übergriff, wogegen die Pächter protestierten. Im Mai 1725 wurden alle vier Betroffenen unter einem Vorwand in die Residenzstadt nach Blankenburg bestellt und dort je einzeln in Arrest gesetzt; ihre Faktoreien wurden versiegelt und bewacht.

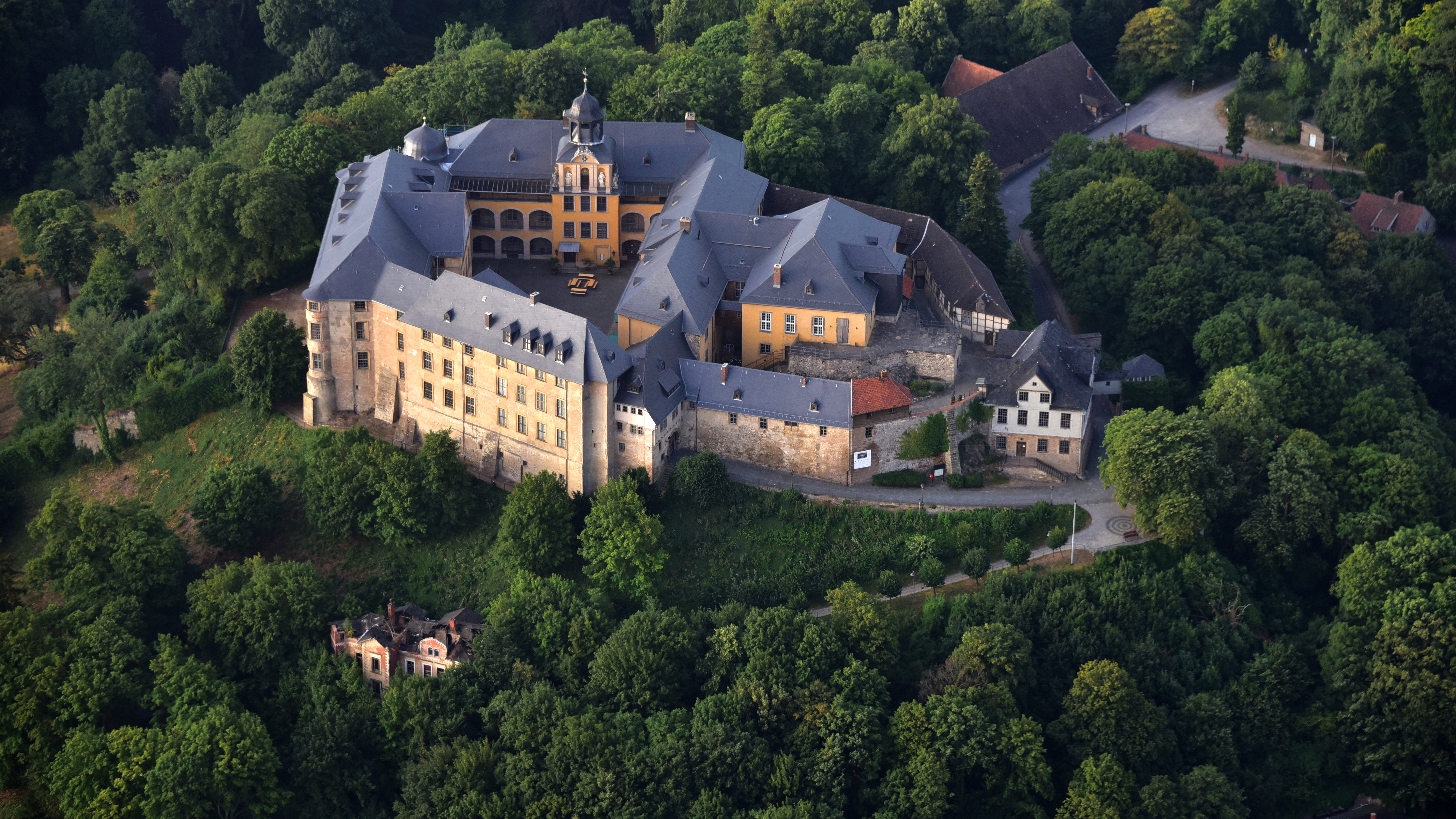
Schloss Blankenburg. Hier wurden zwei der vier Oberfaktoren arretiert

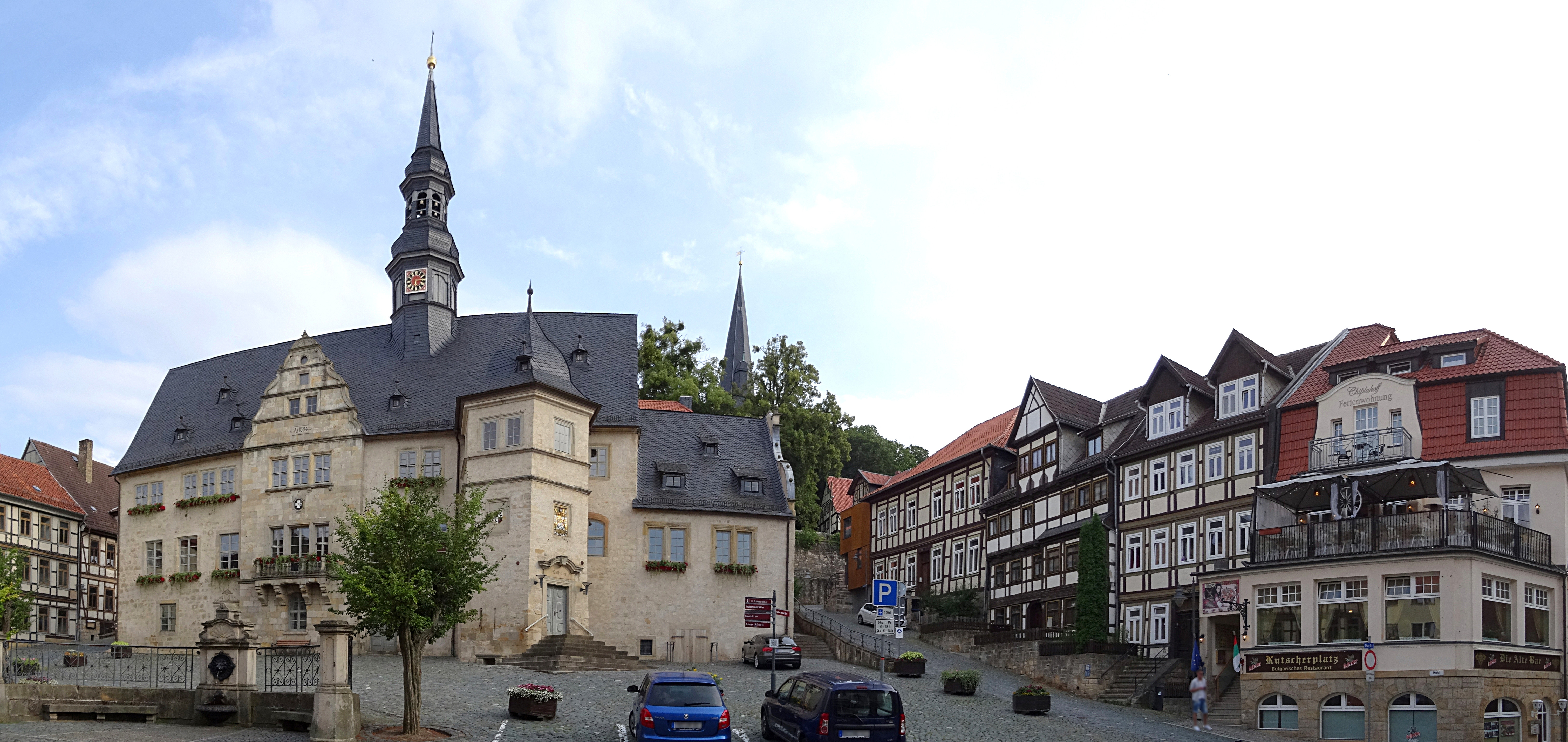
Blankenburger Rathaus. Hier saßen die beiden anderen Oberfaktoren in Haft

Die gegen sie in der Folge erhobenen Vorwürfe gingen dahin, sie hätten durch manipulative Methoden im Rahmen der Untersuchung die wahre Qualität der Hütten zu verheimlichen versucht, unter anderem durch das Überfüllen der Öfen, das Verwenden nasser Kohle usw. So hätten sie dem Fürsten die wahre Höhe ihrer Erträge verschleiert und ihn um mehrere Tonnen Goldes betrogen. Sie hätten sich nicht nur zivilrechtlich, sondern auch strafrechtlich zu verantworten.
Die Arretierten wandten sich an das hochfürstlich braunschweigische Hofgericht zu Wolfenbüttel. Bald darauf kam es zu einer Einigung mit den Beschuldigten dergestalt, dass sich die Verhafteten im Vergleichswege verpflichteten, zur Abgeltung aller Forderungen des Fürsten Geldbeträge von insgesamt 180.000 Talern an diesen zu zahlen und aus den Pachtverträgen auszuscheiden. Drei der Beschuldigten, nicht aber Christian Walther, nahmen Teilzahlungen vor, verpfändeten dem Fürsten ihre Habe und versicherten eidlich, zu höheren Zahlungen aktuell nicht in der Lage zu sein. Daraufhin wurden sie nach zwei Monaten Haft freigelassen.
Bald danach verließ Wackerhagen Braunlage, begab sich mit seinem Hausrat ins benachbarte Ilsenburg im Stolbergischen und unterstellte sich dem Schutz des brandenburgisch-preußischen Königs, womit er sich nach Auffassung seiner Gegner auch des Meineides und eines angeblichen Friedensbruchs schuldig machte. Christian Walther verblieb in Haft und wurde gemäß einem Gutachten der Juristenfakultät zu Altdorf vom Herbst 1726 durch Urteil des Herzogs zum Tode verurteilt, starb allerdings am 14. März 1728, ehe das Urteil vollstreckt werden konnte.

## Juristische und publizistische Auseinandersetzung
Die 4 Oberfaktoren erhoben wegen des ihnen zugefügten Unrechts Klage zum Reichskammergericht, welches sie 1726 an den Reichshofrat verwies. Sie hatten die Unterstützung der Juristischen Fakultät der preußischen Universität Halle und ließen sich durch den Geheimen Kriegsrat Michael Kulenkamp aus Minden vertreten. Dieser vermutete als Motiv der ganzen Untersuchung den Wunsch des Herzogs, sich die Rückzahlung des Darlehens zu ersparen und obendrein eigenen Profit aus den Hütten zu schlagen.
Die Kläger brachten vor, die gesamte Untersuchung und erst recht die Verhaftung seien unrechtmäßig verlaufen. Sie hätten den Fürsten weder getäuscht noch habe dieser Anspruch auf eine höhere als die von ihm selbst vereinbarte Pacht gehabt. Im Arrest habe man ihnen jeden Besuch ihrer Frauen und Kinder und selbst eines Arztes sowie jeden anwaltlichen Beistand versagt, ihnen keinerlei Einzelheiten zu den erhobenen Vorwürfen mitgeteilt und keine Akteneinsicht gewährt. Eine zunächst zugesagte Freilassung gegen Kaution sei zu Unrecht verweigert worden. Den Vergleich hätten sie, von der monatelangen Isolation ermüdet und zermürbt, nur deshalb abgeschlossen, weil man ihnen in Aussicht stellte, sie hätten sonst mit Folter und anderen leiblichen Folgen zu rechnen.
Die herzogliche Gegenseite verwies darauf, man habe sich rechtlich durch ein Gutachten aus Tübingen beraten lassen, es sei alles rechtmäßig verlaufen. Den Vergleich habe Ludwig unter Verzicht auf weit höhere Ansprüche und nur deshalb geschlossen, um die Anrufung des für seinen Herrschaftsbereich von ihm nicht als zuständig angesehenen Gerichts in Wolfenbüttel zu verhindern.
Beide Seiten versuchten, ihre jeweilige juristische Position und öffentliches Ansehen durch verschiedene aufeinander Bezug nehmende Veröffentlichungen zu stärken:
- Zuerst erschienen 1727 Kurze vorläufige Species in Sachen derer 4. Ober-Factoren contra die Fürstl. Blanckenburgische Regierung.
- Die fürstliche Gegenseite antwortete im gleichen Jahr mit Kurzer vorläuffiger Bericht in Sachen derer in dem Fürstentum Blanckenburg ihrer begangenen Betrügereien und Falsorum halber zur Inquisition gezogenen 4. Ober-Factoren.[3]
- Daraufhin konterten die Verteidiger ebenfalls im gleichen Jahr mit Bestbegründeter Gegen-Bericht und Ehren-Rettung auf den von der Hochfürstl. Blanckenburgischen Regierung vorläuffig publicirten also genannten kurzen Bericht unserer Christian Julius Wackerhagen, Johann Heinrich Grofen, Christian Walther und Johann Heinrich Walther als Fürstlich-Blanckenburgischen Ober-Factoren (...) nothdringlich abgefaßt und abgedruckt.[4]
- Weitere sechs Druckschriften folgten.[5]

Der Reichshofrat wies die Klagen durch Beschluss vom 14. Mai 1728 als unstatthaft zurück, wobei er „die unziemlich hitzige und respektsvergessene Schreibart des Advokaten mit nachdrücklichem Ernst (...) scharff verwies“. Das weitere Schicksal der Beschuldigten und ihr Verbleib sind derzeit nicht bekannt. Wackerhagen verstarb vor 1748 in Goslar.

## Kinder und Geschwister Wackerhagens
Der Prozess um Wackerhagen scheint keine Auswirkungen auf das Ansehen und Fortkommen seiner Familienangehörigen gehabt zu haben:
Nach der früh verstorbenen ersten Tochter hatte das Ehepaar Wackerhagen noch mindestens fünf weitere Kinder, von denen zwei im Säuglingsalter verstarben. Der Sohn Heinrich Christian Friedrich Wackerhagen (1697–1764) wurde 1731 preußischer Amtmann in Wegeleben und war 1745–1752 Forstrat in Wernigerode. Die Tochter Sophie Elisabeth (1700–1774) heiratete 1719 den Amtmann Anton Caspar Christoph Cleve (1694–1765), der 1725 im Zusammenhang mit der Abreise seines Schwiegervaters unter dem Vorwurf des Friedensbruches kurzzeitig verhaftet wurde. Die weitere Tochter Johanna Sophia Auguste (1707–1773) ehelichte 1724 den Amtmann Heinrich Christoph Breymann (1694–1766), Bürger der freien Reichsstadt Goslar, wo sein Schwiegervater offenbar an seinem Lebensende lebte.
Auch die jüngeren Brüder Wackerhagens waren als Amtmänner oder Bergbaubeamte tätig: Justus Andreas (geb. 1669) war Amtmann in Hayn, Georg Bernhard (1674–1729) Faktor in Schierke und Oberfaktor in Gittelde. Johann Friedrich (1681–1747) war schwarzburgischer Hofrat und Oberamtmann in Großbodungen, wo er die dortige Kemenate erwarb. Er unterstützte seinen Bruder beim Abschluss des Vergleichs, der diesem das Schicksal Christian Walthers erspart haben dürfte.
Einzelne Mitglieder der Familie wurden geadelt.